# Stylaster bellus
Stylaster bellus is een hydroïdpoliep uit de familie Stylasteridae. De poliep komt uit het geslacht Stylaster. Stylaster bellus werd in 1848 voor het eerst wetenschappelijk beschreven door Dana. 